# Ividella quinquecincta
Odostomia quinquecincta är en snäckart som först beskrevs av Carpenter 1856.  Odostomia quinquecincta ingår i släktet Odostomia och familjen Pyramidellidae. Inga underarter finns listade i Catalogue of Life.